# Oligia egensa
Oligia egensa är en fjärilsart som beskrevs av Walker 1857. Oligia egensa ingår i släktet Oligia och familjen nattflyn. Inga underarter finns listade i Catalogue of Life.